# بليك غرين
بليك غرين (بالإنجليزية: Blake Green)‏ هو لاعب دوري الرغبي أسترالي، ولد في 19 سبتمبر 1986 في Fairfield, New South Wales ‏ في أستراليا.